# Poets of the Fall
Poets of the Fall (POTF) es una banda finlandesa de rock formada en Helsinki, por Marko Saaresto y Olli Tukiainen en 2003. La banda actualmente está formada por Saaresto, (cantante, compositor), Tukiainen (guitarra líder), Markus "Captain" Kaarlonen (teclista, productor), Jani Snellman (bajista), Jaska Mäkinen (guitarra rítmica, segundo cantante) y Jari Salminen (baterista, percusionista).
Su quinto álbum, titulado "Temple Of Thought", salió a la venta el 21 de marzo de 2012, y fue lanzada una "Bonus Edition" el 20 de julio de 2012.
El 19 de diciembre de 2013 la banda anunció que trabajan en su sexto álbum titulado "Jealous Gods" y este fue lanzado el 19 de septiembre de 2014 en itunes, posteriormente en Spotify junto con Daze el primer sencillo de este álbum publicado el 22 de agosto en su página oficial como video musical.

## Historia de la banda

### Orígenes
Poets of the Fall se inicia en el 2003 en Helsinki, Finlandia con la colaboración de Marko Saaresto y Olli Tukiainen. Poco tiempo después, se les une Markus "Captain" Kaarlonen.
Saaresto se mudó al sótano de sus padres cuando ya no pudo permitirse pagar un apartamento por más tiempo, mientras los demás construyeron un pequeño estudio en la habitación de Kaarlonen para las sesiones de grabación, donde allí escribieron y grabaron más de cien canciones.
Más tarde, Poets of the Fall se presenta a la audiencia cuando Sam Lake, un escritor de Remedy Entertainment, invita a Saaresto a escribir una canción para su próximo juego, Max Payne 2. Cuando el juego fue lanzado en el 2004, el interés por la banda creció en todo el mundo. Poco tiempo después, Late Goodbye gana el primer lugar en los G.A.N.G. Awards de San José, California.
La ceremonia fue televisada por MTV Internacional y G4TV, pero la banda no estuvo presente durante la premiación. Hasta entonces, la canción Late Goodbye se ha extendido por todo el mundo, con más de dos millones de copias vendidas de Max Payne 2.

### Primeros años (2003 - 2005)
La banda se fundó el 25 de abril de 2003, por Marko Saaresto y Olli Tukiainen. Tukiainen había escrito numerosas canciones para la banda previa de Saaresto llamada Playground y anteriormente participó en la banda de Jazz finlandesa Pohjoinen Syke.
En 2003, el amigo de Saaresto, Sami Järvi, un guionista de Remedy Entertaintment, le pasó a Saaresto un poema que él había escrito, pidiéndole que lo transformara en canción para utilizarla en el videojuego de Remedy Max Payne 2: The Fall of Max Payne. La canción, titulada Late Goodbye, fue usada como canción de cierre del videojuego así como canción recurrente, siendo cantada y silbada por varios personajes. La canción fue producida por Markus "Captain" Kaarlonen quien se unió a la banda poco tiempo después debido a que tanto a Saaresto como Tukiainen les gustó su trabajo. 
En 2005, dado que Kaarlonen era exempleado de la desarrolladora de software Futuremark, a POTF les fue ofrecido tener su canción Lift incluida en la presentación del futuro software de Futuremark llamado 3DMark. Esta exposición les llevó a un público aún mayor que el que Max Payne 2 les había traído.
Para mantener un control completo así como libertad para la banda, los miembros fundaron su propio sello de grabación independiente, llamado Insomniac, a través del cual han lanzado todos sus discos hasta la fecha.
El 30 de junio de 2004 lanzaron su sencillo debut Late Goodbye en Finlandia, seguido de Lift, lanzado el 9 de septiembre de 2004. Las canciones fueron posicionadas en 14.º y 8.º lugar en las listas de sencillos finlandesas y lograron la 2.ª y 7.ª posición en la votación YleX en la categoría "Mejor Canción Finlandesa". POTF fueron votados como "Nueva Banda Original de 2004" por YleX. Los vídeos de ambas canciones fueron dirigidos por Tuomas "Stobe" Harju.    
El 18 de diciembre de 2004, los Poets lanzaron la descarga gratuita de su sencillo Maybe Tomorrow is a Better Day en su sitio web oficial para comercializar su álbum debut Signs of Life. Luego de sacarlo de la red, fue remasterizado y reeditado.

### Signs of Life(2005-2006)
El álbum debut de la banda, Signs of Life, fue lanzado en Finlandia el 19 de enero de 2005 y en ITunes el 25 de mayo de 2005. Entró en las listas finlandesas de los mejores 40 discos con la posición n.º 1 y fue certificado como disco de platino por la IFPI de Finlandia. En la entrega anual de los "Emma Awards" el álbum Signs of Life fue premiado como Mejor álbum debut del 2005 y la banda fue elegida como mejor banda revelación. En Finlandia los "Emma Awards" son equivalentes a los Grammy.
Junto con el disco, la banda lanzó un videoclip para la canción Lift, el cual fue dirigido por Tuomas "Stobe" Harju, y utilizó las canciones Stay y Illusion and Dream como sencillos promocionales para la radio. El álbum contenía murales hechos del vídeo de Lift y de las ilustraciones del disco e incluyó un enlace a una página secreta de su sitio web, con una versión remezclada de "Lift" (titulada " Dramadance Remix").
El 13 de agosto de 2005, lanzan su segundo vídeo a través de la televisión finlandesa. A partir de entonces Signs of Life se vende en iTunes para Finlandia, Suecia, Noruega y Dinamarca. Fue en octubre de 2005 cuando "Lift" estuvo disponible para ver en línea desde su sitio oficial. Las cosas estuvieron tranquilas para el grupo hasta el 19 de enero de 2006, cuando ganan el NRJ radio award.
El título del disco, Signs of Life, es una referencia al disco de Pink Floyd del mismo nombre, lanzado en 1987.

### Carnival of Rust(2006–2007)
El 22 de marzo de 2006 lanzan el sencillo "Carnival of Rust", el cual incluyó dos versiones de la canción que le daba nombre (para radio y para álbum), acompañada de una exclusiva grabación en vivo de "Don't Mess With Me", una de las más populares canciones de Signs of Life. La grabación tiene lugar en el Festival de Rockperry de Vaasa el 15 de julio de 2005. Ese mismo mes, se anuncian las fechas de su nueva gira también llamada "Carnival of Rust".
Antes del lanzamiento de su siguiente sencillo, llama la atención que el álbum Carnival of Rust llegara directo al tope de las listas de la radio finlandesa YleX a través de los votos de los fanáticos. Éste fue reconocido como "Álbum de la Semana" tres veces consecutivas. Durante la semana del 3 de abril se presentaron varias nuevas canciones del álbum y nueva información sobre este a través de entrevistas con los miembros de la banda.
El 30 de marzo, es lanzado el vídeo de Carnival of Rust en los canales 'The Voice' y MTV de Finlandia. Finalmente el álbum es lanzado el 12 de abril. Incluye 11 nuevas canciones, una edición remasterizada de "Maybe Tomorrow is a Better Day" y el vídeo de "Carnival of Rust".
Carnival of Rust siguió los pasos de sus predecesores cuando el 19 de abril llegó al Top40 de las listas con sus dos álbumes. Una semana después vuelve a llegar al número uno.
Fanáticos de todo el mundo visitan el sitio web de Poets of the Fall todos los días. La mayoría de Finlandia, Estados Unidos, Alemania, Escandinavia, Inglaterra y otros países europeos, aunque también cuentan con fanes en Sudamérica.
La portada, en la cual se ve el regreso de la paleta del primer disco, fue diseñada por Tuomas Harju.

### Éxito internacional
Finalizando su gira (el último lugar fue en India), la banda empezó a trabajar en su nuevo disco. El ocho de febrero de 2008 salió a la venta el sencillo, finalmente, el 26 de marzo salió a la venta Revolution Roulette.
El 2 de abril, la banda anuncio en su web que su nuevo disco había “arrasado con todo”, ya que había llegado al puesto #1 de las ventas, actualmente se encuentra en el puesto #4.
En 2010 se encuentran ultimando los detalles de su último álbum Twilight Theater, habiendo lanzado el día 3 de febrero el sencillo principal "Dreaming Wide Awake".
Su penúltimo disco, Temple Of Thought, salió a la venta en marzo de 2012, junto con el sencillo "Cradled in Love", el cual ha sido muy bien recibido por los fanes en sus conciertos.
En 2014 salió el disco Jealous Gods, del cual se pudo escuchar primero su sencillo "Daze".
El 30 de septiembre de 2016, salió su más reciente disco Clearview, su primer sencillo fue "Drama for life" (disponible desde el 5 de agosto de 2016).

## Estilo
El estilo de POTF es debatido. Fue denominado como rock alternativo por la prensa. 
Los críticos los catalogan como indie rock, hard rock post-grunge, rock sinfónico o rock progresivo, mientras que ellos mismos dicen que su estilo es el "rock cinemático".

## Premios
- 2004: Mejor Canción Original - Pop (Game Audio Network Guild (G.A.N.G.) Awards)
- 2004: Revelación Finlandesa (YleX's "Best of 2004")
- 2005: Revelación del '05 (Musiikki & Media Events)
- 2005: Revelación del Año, (Emma Award)
- 2006: Mr. Pop 2005 (Marko Saaresto, Stara.fi)
- 2006: Mejor Banda Finlandesa (MTV Europe Music Awards)
- 2007: Mejor Banda Finlandesa (NRJ Radio Awards)

## Discografía
| Fecha de lanzamiento | Álbum               | Ranking | Certificación IFPI |
| -------------------- | ------------------- | ------- | ------------------ |
| 2005                 | Signs of Life       | 1       | Platino            |
| 2006                 | Carnival of Rust    | 1       | Platino            |
| 2008                 | Revolution Roulette | 1       | Oro                |
| 2010                 | Twilight Theater    | 1       | Oro                |
| 2012                 | Temple Of Thought   |         |                    |
| 2014                 | Jealous Gods        |         |                    |
| 2016                 | Clearview           |         |                    |
| 2018                 | Ultraviolet         |         |                    |
| 2022                 | Ghostlight          |         |                    |

## En otros medios
Poets of the fall ha trabajado con la desarrolladora de videojuegos Remedy Entertainment
- En Max Payne 2: The Fall of Max Payne, con el sencillo "Late Goodbye".
- En Alan Wake, con los sencillos "War", "Children of the Elder God", y "The Poet and the Muse" estos últimos usando el nombre de la banda ficticia Old Gods of Asgard creada para la historia del videojuego. También participaron en persona con una entrevista en Harry Garrett Show.
- En Death Rally: con el sencillo "Can you hear me".
- En Alan Wake's American Nightmare: con el sencillo "Balance Slays the Demon" interpretado como antes por los Old Gods of Asgard, además de su sencillo "The Happy Song".
- En Control: con los sencillos "My Dark Disquiet" y la interpretada por los Old Gods of Asgard "Take Control"